# トーマス・マイヤー
トーマス・マイヤー（Tomas Maier、1957年4月 - ）は、ケリンググループラグジュアリー部門のイタリアのラグジュアリーライフスタイルブランド、ボッテガ・ヴェネタのクリエイティブ・ディレクター。ドイツ出身。
2001年6月､ボッテガ・ヴェネタのクリエイティブ・ディレクターに就任。以来､ボッテガ・ヴェネタを世界有数のラグジュアリーブランドに育て上げてきた｡同時にマイヤーは、品質､職人技､独自性を何よりも優先させるという考え方を深め､ラグジュアリーブランドのビジネスのあり方も変えてきた｡

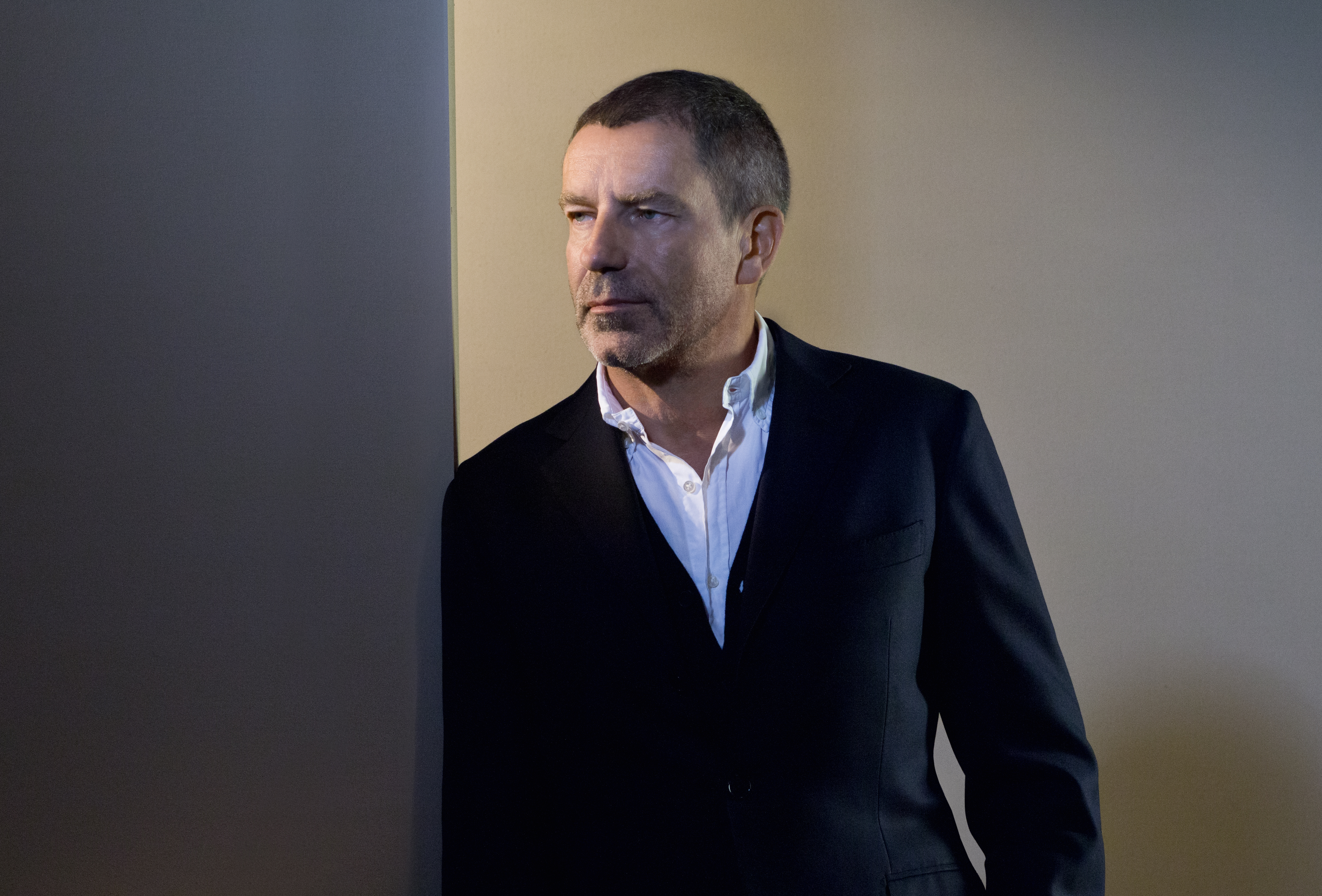
トーマス・マイヤー

## プロフィール
1957年4月､ドイツのシュヴァルツヴァルト（ブラックフォレスト）に接する町､プフォルツハイムに生まれる｡
建築家の一家に育ち､幼少時代はシュタイナー学校で学び、その後パリへ移り､シャンブル・サンディカル・ド・ラ・クチュール・パリジェンヌ（パリクチュール協会付属モード学校）で学ぶ｡さらにフランスやイタリア､ドイツにある超一流のファッション・ブランドや最高級品を扱うブランドでデザイナーとしての経験を積む。
ギ・ラロッシュに勤めた後、ソニア・リキエルで8年間､メンズウェアのデザインを担当したほか､レビオンでは4年間､クリエイティブ・ディレクターを務めた｡また､エルメスではレディースのプレタポルテのデザインを9年間担当､その間､レザーグッズやアクセサリーのデザインも手がけた｡1999年、全ての契約を解除し、フロリダに移り住む。

## ボッテガ・ヴェネタ（Bottega Veneta)
2001年6月、ボッテガ・ヴェネタがケリンググループのラグジュアリー部門（旧グッチグループ）に加わると同時に、トム・フォードの指名により(Bottega Veneta)ボッテガ・ヴェネタのクリエイティブ・ディレクターに就任。目標に集中して取り組み､主体的に行動し､また仕事への情熱を持つマイヤーは､熟慮を重ね、ボッテガ・ヴェネタの拡大を積極的に指揮してきた｡クリエイティブ・ディレクターに就任してからわずか数ヵ月後の2001年9月には、アクセサリー類に特化したボッテガ・ヴェネタでの初のコレクションを発表｡また､ブランド拡大という使命に先立ち､マイヤーが「4つの礎石」と呼ぶ､最高級の素材､卓越した職人技､現代的な機能性､そして時代を超越するデザインという基本原則を打ち出した｡　この理念を表現するトートバッグ、「カバ（Cabat）」は自身による初のコレクションで発表されて以来、ブランドを代表するアイテムのひとつとなる。さらに､マイヤーはボッテガ・ヴェネタの有名なスローガン「自分のイニシャルで十分（“When your own initials are enough”）」を再び掲げ､ブランドのロゴを前面に出さない、かつての伝統に立ち返った｡
このようなブランド理念を指針としながら､ボッテガ・ヴェネタはマイヤーの手により、今日のようなラグジュアリー・ライフスタイル・ブランドへと成長を遂げた｡マイヤーは就任後の2年間でロンドン､パリ､ミラノ､ニューヨークに旗艦店をオープンさせたほか､小規模ながらも､シーズンごとにメンズ、ウィメンズのプレタポルテのアイテムを合わせて発表するようになった｡2005年2月にはウィメンズのプレタポルテ・コレクションを
初めてランウェイショー形式で発表､また2006年6月にはメンズ・コレクションの初めてのランウェイショーを開催している｡ボッテガ・ヴェネタは現在､メンズ、ウィメンズのプレタポルテのフル・コレクションに加え､アクセサリー､ファインジュエリー､ファニチャー､椅子､テーブルウェア､デスクトップアクセサリー､ラゲージ､磁器製品､アイウェア､フレグランス、タイムピースを展開している｡またブランドの基礎となる伝統を永遠に守るべく､2006年にヴィチェンツァに職人養成学校“La Scuola della Pelleteria”を開校するなど､これまでにない斬新な取り組みも行っている｡またボッテガ・ヴェネタの提案するライフスタイルを存分に味わうことのできる、他に類のないエクスクルーシブなスイートルームを、ローマ、フィレンツェのセントレジス・ホテル、そして、シカゴのパークハイアット・ホテルをデザインした。
マイヤーはボッテガ・ヴェネタの売り上げを、2001年から2011年までの間で800パーセント増大させた。

## プライベートレーベル
自身のブランド「 Tomas Maier（トーマス・マイヤー）」は、1997年に設立、同オンラインショップは1998年に開設された。それ以来、フロリダとハンプトンズに自身の名を冠した店舗を3店舗オープン。 コレクションは世界中30を超える国々の100を超える店舗で販売されている。

## 受賞歴
- 2004: GQ Germany Award – Man of the Year in the Fashion International Category
- 2006: US Luxury Institute Award – The Most Prestigious Women’s Luxury Fashion Brand for Bottega Veneta
- 2006: London Walpole Award – Best International Brand for Bottega Veneta
- 2007: German Forum Preis Award from TextilWirschaft – Creativity and Excellence in Design
- 2007: FGI “Rule Breakers” Award
- 2007: Elle Style Hong Kong Award – Best International Accessories Designer
- 2007: DNR Award – Designer of the Year
- 2007: Wallpaper Award – Best Library for Bottega Veneta library table
- 2009: ACE Award – Designer of the Year
- 2012: Accademia del Profumo – Best Olfactory Brand and Best Italian Brand for Bottega Veneta Parfum